# Hasselfors Bruks AB
Hasselfors Bruks AB var ett svenskt företag, bildat 1874. 
Hasselfors Bruks AB bedrev sågverk, hyvleri och lådfabrik i Hasselfors, järnverk med masugn i Svartå, torvströfabriker vid Porla och Stockås, jordbruk och skogsegendomar varibland Bålby med 20.000 hektar mark, samt en kraftstation. Företaget ägde även aktiemajoriteten i Ramnäs Bruk AB och Porla brunns AB.
Företaget förvärvades 1995 av Assi Domän, sedan Sveaskog, nuvarande Setra.